# Nœud vert
Le nœud vert est un dessin qui nait en 1861 pour signer sous forme de rébus les faïences produites à Nevers. Inventée par Henri Signoret de la manufacture du Bout du monde, cette signature est reprise par les autres producteurs et marque encore aujourd’hui les faïences fabriquées à Nevers. 
La propriété de cette signature a fait l’objet de 1888 à 1891 d’une procédure judiciaire opposant Antoine Montagnon à la faïencerie Trousseau et qui aboutira à placer cette signature dans le domaine public. 

## Origine
Henri Signoret, à la tête à Nevers de la manufacture du Bout du monde, marque d’abord les faïences qu’il produit H S Nevers ou H SIGNORET / A NEVERS. Il vend une partie importante de sa production à Paris mais son dépositaire, installé rue de Paradis-Poissonnière, se plaint que ses clients s’adressent parfois directement à la manufacture et demande en 1861 à Henri Signoret d’utiliser une signature moins précise. 
Un ami de Signoret, M. Regnaudin, voyant sur le cahier du jeune fils de Signoret le dessin de branches de laurier et de chêne liées par un nœud vert, y vit un rébus (Nevers) qu’il proposa à Signoret comme signature de sa production. Dès lors, Henri Signoret fait signer ses pièces de ses initiales « H. S. » accompagnées d’un nœud vert.
Pierre-Francis Leblanc, de la manufacture « Conrade », emprunte le nœud vert d’Henri Signoret pour marquer une partie de sa production qu’il signe F. Albus suivi d’un nœud vert.  Antoine Montagnon, qui a racheté en 1875 sa faïencerie à Henri Signoret, continue à utiliser la signature au nœud vert. Il rachète en 1877 le matériel de la manufacture « Conrade » et devient le seul utilisateur de cette signature dont il dépose la marque.

## Procès dunœud vert
Créée en 1885 par d’anciens ouvriers de Montagnon à la suite d’une grève, la faïencerie Trousseau & Cie signe d’abord sa production d’un blason de la ville placé au-dessus du mot NEVERS. Cependant, à partir de 1888, Trousseau & Cie commence à aussi utiliser le nœud vert. Antoine Montagnon, se considérant seul propriétaire de cette signature, intente un procès à son concurrent pour imitation frauduleuse. La procédure judiciaire finit en 1891 par être défavorable à Montagnon et la signature au nœud vert est dès lors considérée comme étant dans le domaine public. 
Abattu par la décision de justice, Antoine Montagnon envisage d’abandonner le nœud vert comme signature et signe quelques pièces d’un cœur traversé par une épée. Sur proposition de son fils Gabriel, Antoine Montagnon finit par adopter comme signature son nom en toutes lettres écrit verticalement traversant un nœud vert.
Le nœud vert sera adopté comme signature par la plupart des faïenciers de Nevers et l’est encore par la faïencerie Georges et par Clair Bernard (les deux faïenciers encore en activité à Nevers).

## Signatures

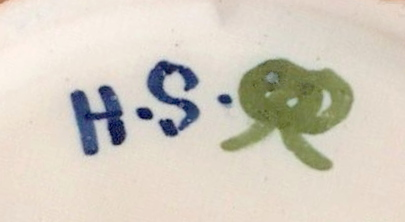
Signature Henri Signoret, manufacture du Bout du monde, entre 1861 et 1875[1].
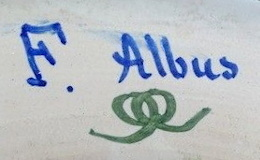
Signature Pierre-Francis Leblanc, manufacture Conrade, entre 1863 et 1877[2].
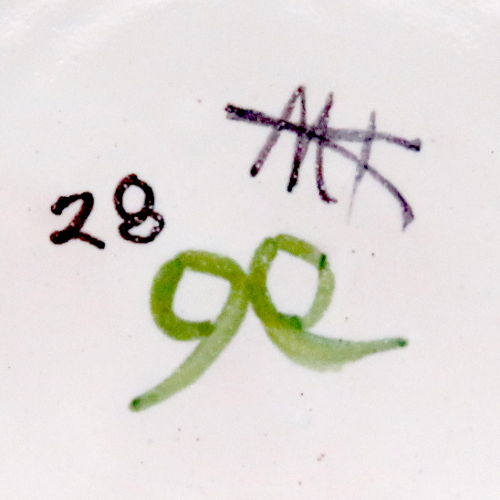
Signature Antoine Montagnon entre 1875 et 1891.
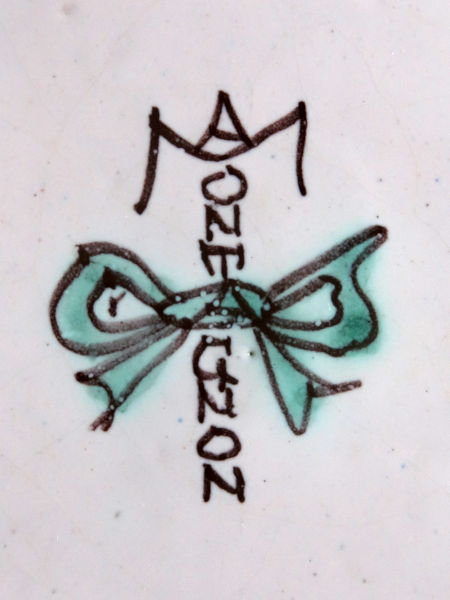
Signature Antoine Montagnon entre 1891 et 1898.
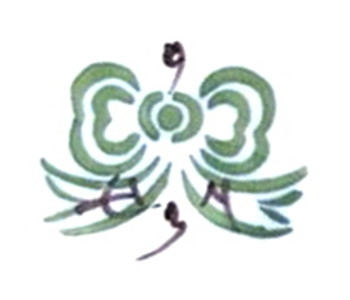
Signature Trousseau & Cie entre 1891 et 1894[10].
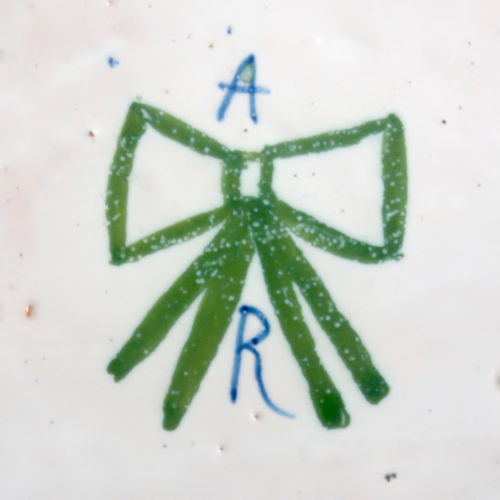
Signature Anthony Rivière entre 1894 et 1907.
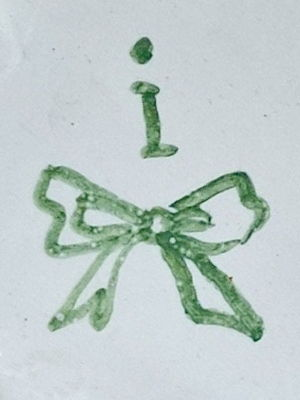
L’une des signatures d’Armand Hiver, entre 1894 et 1916.

## Autres rébus signant des faïences de Nevers
Pierre Suchaud signa en 1884 une de ses productions « SUCHAUD PÉTRUS » suivi du dessin d’un âne vert (pour à Nevers).
Armand Hiver, qui créa son propre atelier après avoir travaillé pour Montagnon puis pour Trousseau, signe une partie de sa production d’un « I » de couleur verte (pour Hiver) en-dessous duquel figure un nœud vert.